# Bellura melanopyga
Bellura melanopyga är en fjärilsart som beskrevs av Augustus Radcliffe Grote 1881. Bellura melanopyga ingår i släktet Bellura och familjen nattflyn. Inga underarter finns listade i Catalogue of Life.